# Pietro Chiappini
Pietro Chiappini (Spianate, Altopascio, Toscana, 27 de juny de 1915 – Roma, 14 de gener de 1988) va ser un ciclista italià que fou professional entre 1936 i 1946. En el seu palmarès destaca una victòria d'etapa al Giro d'Itàlia de 1939, la Tre Valli Varesine de 1935 i la Milà-Torí de 1941 i 1942.

## Palmarès
- 1935
  - 1r a la Copa del Re
  - 1r a la Copa Caivano
  - 1r a Tre Valli Varesine
- 1936
  - 1r al Giro del Casentino
  - Vencedor d'una etapa al Giro del Laci
- 1937
  - 1r al Circuit de la Vall de Liri
- 1939
  - Vencedor d'una etapa al Giro d'Itàlia
- 1941
  - 1r a la Milà-Torí
- 1942
  - 1r a la Milà-Torí

### Resultats al Giro d'Itàlia
- 1938. 43è de la classificació general. Vencedor d'una etapa
- 1939. 49è de la classificació general
- 1940. 44è de la classificació general
- 1946. Abandona